# 埃夫列米夫卡 (巴什坦卡區)
47°34′41″N 32°28′48″E / 47.57806°N 32.48000°E
葉夫雷米夫卡（烏克蘭語：Єфремівка），是烏克蘭南部的村莊，隸屬尼古拉耶夫州的巴什坦卡區。該村面積1.13平方公里，海拔高度86米，2001年人口316，人口密度每平方公里279.6人。